# 汪德溥
汪德溥（1861年—20世纪？）江西省樂平縣人，清朝及中华民国官员。

## 生平
汪德溥是清朝附生，光緒23年（1897年）中舉人。光緒27年（1901年）捐候選同知、候選知府，光緒27年（1901年）至光緒29年（1903年）捐分省補用知府。光緒29年（1903年）至光緒30年（1904年）任山西發審局提調。光緒30年（1904年）任辦理山西警務學堂，兼山西巡警總局提調。光緒32年（1906年）任山西農林工藝學堂提調。光緒32年（1906年）至宣統元年（1909年）署山西朔平府知府。光緒34年（1907年）至宣統元年（1909年）兼署殺虎口監督。宣統元年（1909年）任廣西正監理官，四品卿銜。
民国二年（1913年），沈式荀被任命为廣西國稅廳籌備處處長，未到任以前由汪德溥署理。